# 센다이역 (미야기현)
센다이역(일본어: 仙台駅, せんだいえき)은 일본 미야기현 센다이시 아오바구에 있는 JR동일본, 센다이 지하철의 철도역이다. 신칸센 야마비코는 대부분의 열차가 이 역에서 시 종착한다. (이 역에서 계속 진행하는 야마비코는 모리오카역까지 대부분 각역정차로 운행한다) 신칸센 하야테, 하야부사는 이 역을 기준으로 도쿄 방면으로는 오미야, 우에노로 정차역이 고정되어 있으며 신아오모리 방면으로는 속달형, 각역정차 등 정차패턴이 다양해진다. (단 고마치랑 병결하는 하야부사는 모리오카역까지 무정차운행으로 고정되어 있음)

## 운행노선
- 동일본 여객철도（JR동일본）
  - 도호쿠 신칸센
  - 아키타 신칸센
  - 도호쿠 본선
  - 조반선
  - 센다이공항 액세스 선
  - 센잔 선
  - 센세키 선
- 센다이 지하철
  - 난보쿠 선
  - 도자이 선

## 타는 곳

### JR 동일본
- 1번선 - 상대식 승강장. 하행 침대 특급 호쿠토세이, 카시오페아가 정차한다.
- 2~4번선 - 섬식 승강장. 승강장 양쪽으로 2,4번선 배치. 3번선은 승강장에 파고든 종착역 형태로, 아오모리 방향으로 진행이 불가능하다.
- 5·6번선 - 섬식 승강장. 쾌속 미나미산리쿠, 특급 수퍼히타치, 상행 침대 특급 열차가 주로 정차한다.
- 7·8번선 - 섬식 승강장. 센잔 선 전 열차 및 임시열차의 대부분이 정차한다.
- 9·10번선 - 지하2층에 위치한 센세키 선 전용 섬식 승강장.
- 11~14번선 - 4층 고가에 위치한 신칸센 전용 쌍섬식 승강장.

| 1·2   | ■도호쿠 본선                    | 리후·고고타·이치노세키 방면                      |
| 3     | ■도호쿠 본선                    | 시로이시·후쿠시마·고리야마 방면                  |
| 3     | ■센다이공항 액세스 선           | 센다이공항 방면                                  |
| 4     | ■도호쿠 본선                    | 리후·고고타·이치노세키 방면                      |
| 4     | ■도호쿠 본선                    | 시로이시·후쿠시마·고리야마 방면                  |
| 4     | ■조반선                         | 와타리·하라노마치·이와키 방면                    |
| 4     | ■센다이공항 액세스 선           | 센다이공항 방면                                  |
| 5·6   | ■도호쿠 본선                    | 시로이시·후쿠시마·고리야마 방면                  |
| 5·6   | ■조반선                         | 와타리·하라노마치·이와키 방면                    |
| 7·8   | ■센잔 선                        | 아야시·사쿠나미·야마가타 방면                    |
| 9     | ■센세키 선                      | 아오바도리 행                                    |
| 10    | ■센세키 선                      | 다가조·혼시오가마·마쓰시마카이간·이시노마키 방면 |
| 11·12 | ■ 도호쿠·아키타·홋카이도 신칸센 | 모리오카·하치노헤·아키타·신하코다테호쿠토 방면   |
| 11·12 | ■도호쿠 신칸센                  | 고리야마·오미야·도쿄 방면                        |
| 13·14 | ■도호쿠 신칸센                  | 고리야마·오미야·도쿄 방면                        |

### 센다이 시영 지하철

#### 난보쿠 선
| 1 | ■난보쿠 선 | 도미자와 방면 (□)    |
| 2 | ■난보쿠 선 | 이즈미 중앙 방면 (□) |

#### 도자이 선
| 1 | ■ 도자이 선 |  | 아라이 방면             |  |
| 2 | ■ 도자이 선 |  | 야기야마도부쓰코엔 방면 |  |

## 인접한 역
| 동일본 여객철도 도호쿠 신칸센 · 홋카이도 여객철도 홋카이도 신칸센 | 동일본 여객철도 도호쿠 신칸센 · 홋카이도 여객철도 홋카이도 신칸센 | 동일본 여객철도 도호쿠 신칸센 · 홋카이도 여객철도 홋카이도 신칸센 |
| ----------------------------------------------------------------- | ----------------------------------------------------------------- | ----------------------------------------------------------------- |
| 오미야 도쿄 방면                                                  | 하야부사 호                                                       | 후루카와 신하코다테호쿠토 방면                                    |
| 시로이시자오 도쿄 방면                                            | 야마비코 호                                                       | 후루카와 모리오카 방면                                            |
| 동일본 여객철도 도호쿠 신칸센 · ■ 아키타 신칸센                   |                                                                   |                                                                   |
| 오미야 도쿄 방면                                                  | 고마치 호                                                         | 모리오카 아키타 방면                                              |
| 동일본 여객철도 ■ 도호쿠 본선 · ■ 센세키도호쿠 라인               |                                                                   |                                                                   |
| 나가마치 후쿠시마 방면                                            | ● 쾌속 "센다이 시티 래빗"                                         | 시·종착역                                                         |
| 시·종착역                                                         | ● 특별쾌속 센세키도호쿠 라인                                      | 시오가마 이시노마키 방면                                          |
| 시·종착역                                                         | ● 쾌속 센세키도호쿠 라인                                          | 히가시센다이 이시노마키 방면                                      |
| 나가마치 후쿠시마 방면                                            | ● 보통                                                            | 히가시센다이 고고타 · 리후 방면                                   |
| 동일본 여객철도 ■ 도호쿠 본선 · ■ 조반선                          |                                                                   |                                                                   |
| 나가마치 하라노마치 방면                                          | ● 보통                                                            | 시·종착역                                                         |
| 동일본 여객철도 ■ 도호쿠 본선 · 센다이 공항철도 ■ 센다이 공항선   |                                                                   |                                                                   |
| 나토리 센다이 공항 방면                                           | ● 쾌속                                                            | 시·종착역                                                         |
| 나가마치 센다이 공항 방면                                         | ● 보통                                                            | 시·종착역                                                         |
| 동일본 여객철도 ■ 센잔 선                                         |                                                                   |                                                                   |
| 시·종착역                                                         | ● 쾌속 · 보통                                                     | 도쇼구 야마가타 방면                                              |
| 동일본 여객철도 ■ 센세키 선                                       |                                                                   |                                                                   |
| 아오바도리 방면                                                   | ● 보통                                                            | 쓰쓰지가오카 이시노마키 방면                                      |
| 센다이 시 교통국 ■ 센다이 지하철 난보쿠 선                        |                                                                   |                                                                   |
| N09 히로세도리 이즈미추오 방면                                    | ● 난보쿠 선                                                       | N11 이쓰쓰바시 도미자와 방면                                      |
| 센다이 시 교통국 ■ 센다이 시 고속철도 도자이 선                   |                                                                   |                                                                   |
| T06 아오바도리이치반초 야기야마도부쓰코엔 방면                    | ● 도자이 선                                                       | T08 미야기노도리 아라이 방면                                      |